# Ernst Marx
Ernst Carl Herman (Ernst) Marx (Almelo, 5 december 1922 – Driebergen, 22 april 2001) was een Nederlands bedrijfskundige en hoogleraar organisatiekunde aan de Universiteit Leiden.

## Loopbaan
Na zijn eindexamen Gymnasium Beta in 1941 heeft hij in de oorlog ondergedoken gezetten. Na de oorlog studeerde hij economie aan de Universiteit van Amsterdam. Van 1959 tot 1960 was hij bij de eerste lichting van de postdoctorale studie organisatiekunde van het Sioo. In 1975 promoveerde hij aan de Universiteit van Amsterdam op het proefschrift "De organisatie van scholengemeenschappen in onderwijskundige optiek".
Na zijn universitaire studie werkte Marx enige jaren als organisatieadviseur. Na zijn studie bij het Sioo werd hij in 1961 daar zelf docent. In 1977 werd hij hoogleraar aan de Universiteit Leiden, waarbij hij de inaugurale rede sprak "Een bijdrage tot organisering van reorganiseringsmethoden". Dertien jaar later, in 1990, ging hij met emeritaat.
Bij Marx gepromoveerd zijn Willem Mastenbroek (in 1981), H.C.M. Prein (in 1982), E.J. van der Krogt en A. Muller (in 1983), W.P. Weijzen (in 1985), J.G.M. Imants (in 1986), J. Hendriks en J.C. Voogt (in 1989).

## Publicaties
- 1960. De toekomst van de ondernemingsraad : proeve van de groepsdynamische benadering. Met E.H. de Waal. Alphen aan den Rijn : Samsom
- 1975. De organisatie van scholengemeenschappen in onderwijskundige optiek. Proefschrift Universiteit van Amsterdam.
- 1977. Een bijdrage tot organisering van reorganiseringsmethoden. Inaugurele rede Leiden. Universitaire Pers Leiden.
- 1978. De universiteit als organisatie in verandering : een aanzet tot prognose. Universitaire Pers Leiden.
- 1988. Schooldevelopment: models and change. Met Léon de Caluwé M.W. Petri. Amersfoort : Acco.
- 1994. Zien we het zitten? : de schoolorganisatie in het perspectief van toenemend beleidsvoerend vermogen. Schoolpers.
- 1990. Schoolontwikkeling en milieugericht onderwijs. Samsom H.D. Tjeenk Willink.

- Gemeinsame Normdatei: 120920549
- International Standard Name Identifier: 0000 0001 0467 705X
- Library of Congress Control Number: n91062443
- Nederlandse Thesaurus van Auteursnamen: 069027226
- Virtual International Authority File: 79443812
- WorldCat: E39PBJtX4D9Ypd4gdQDd86v4MP